# Sierre
Sierre (en alemán Siders) es una ciudad y comuna suiza del cantón del Valais, capital del distrito de Sierre, Suiza.
Sierre es considerada ciudad bilingüe junto con Biel-Bienne, Murten y Friburgo. Por la ciudad pasa el Röstigraben o límite lingüístico entre el francés y el alemán de Suiza.
En 1970, la ciudad fue laureada con el Premio de Europa, una distinción otorgada anualmente por el Consejo de Europa, desde 1955, a aquellos municipios que hayan hecho notables esfuerzos para promover el ideal de la unidad europea.

## Geografía
Se ubica a orillas del alto Ródano, hacia las coordenadas 46°17′00″N 07°31′00″O / 46.28333, -7.51667, a 533 m s. n. m. , abarcando la comuna o municipio un área de 19,5 km². La ciudad limita al norte con las comunas de Venthône, Veyras y Miège, al este con Salgesch, al sur con Anniviers, Chippis y Chalais, al suroeste con Grône, Saint-Léonard, Lens, Chermignon y Montana, y al oeste con Randogne.

## Historia
Pese a su origen romano o quizás prerromano, es una localidad de aspecto tardomedieval y moderno con edificación de los siglos XVI y XVII. La bella iglesia de Santa Catalina (Sainte Caterine/Sankte Katherine) y el consistorio municipal son del siglo XVII y quizás las construcciones más interesantes. Es medieval el castillo llamado en francés Château des Vidomnes. En el castillo de Muzot situado en las proximidades inmediatas a Sierre, vivió por algunos años, a inicios del siglo XX, el poeta checo en lengua alemana Rainer Maria Rilke, a quien está actualmente dedicado una fundación que tiene su sede en un edificio de la ciudad que data del siglo XVII.
Sierre es la base turística del Val d'Anniviers que comprende las villas de Vercorin, Saint-Luc, Vissoie, Saint-Jean, Chandolin, Grimentz, Zinal y Ayer, por otra parte Sierre está comunicada con la estación de esquí Crans-Montana mediante un funicular.
A inicios del siglo XX es que Siders cobró importancia económica al establecerse una fundición de aluminio merced a la presencia de usinas hidroeléctricas. Aún en el 2009 la fábrica de aluminio Novelis emplea a 1200 trabajadores en Chippis y Sierre.
Por otra parte esta localidad alberga un museo del vino llamado Musée Valaisan de la Vigne et du Vin (Museo Valesano de la Viña y del Vino).

## Transporte
Ferrocarril
Existe una estación ferroviaria en la que efectúan parada trenes que le permiten comunicarse con las principales ciudades y comunas del valle del Ródano, llegando a existir servicios internacionales en temporada hasta París.

## Eventos culturales
- El Sierre Blues Festival (junio)

## Ciudades hermanadas
- Aubenas.
- Cesenatico.
- Delfzijl.
- Schwarzenbeck.
- Zelzate.